# Szelenometionin
A szelenometionin (SeMet) természetes aminosav. Az l-szelenometionin a leggyakoribb szelénforrás brazildióban, gabonában, szójababban és a Fabaceae család növényeiben, míg a Se-metilszelenocisztein vagy γ-glutamilszármazéka a legfőbb szelénforrás az Astragalus, az Allium és a Brassica nemzetség fajaiban. In vivo a szelenometionin véletlenszerűen kerül fehérjékbe metionin helyett. A szelenometionin könnyen oxidálódik.
A szelenometionin antioxidáns képességének oka a reaktív oxigénszármazékok lebontására való képessége. A szelén és a metionin fontos egy sok élőlényben fontos endogén vegyület, a glutation létrehozásában és újra felhasználhatóvá tételében.

## Szubsztitúciós kémiai gondok
A szelén és a kén kalkogének sok közös kémiai tulajdonsággal, így a metionin cseréje szelenometioninra csak csekély mértékben hat a fehérjeszerkezetre és -funkcióra. Azonban a szelenometionin szöveti fehérjékbe és keratinba épülése marhák, madarak és halak esetén szelenózist okoz.
A szelenózisra emaciáció, szőrhullás, patadeformáció és -leválás, a csöves csontok közti ízületek eróziója jellemző.
A szelenometionin metionin helyetti bekerülése fehérjékbe megkönnyíti szerkezetük röntgenkrisztallográfiás elemzését egy (SAD) vagy több hullámhosszú anomáliás diffrakcióval (MAD). Az ilyen nehéz elemek bekerülése megoldja a röntgenkrisztallográfia fázisproblémáját.

## Bevitel
A szelenometionin elérhető étrend-kiegészítőként. Táplálkozási szakértők szerint a szelenometionint, egy szerves szelénvegyületet könnyebben felvehet az emberi szervezet a szervetlen szelenitnél. Klinikai kísérletben kimutatták, hogy a szelenometionin felvétele 19%-kal nagyobb a szeleniténél.